# Perkolationstheorie
Die Perkolationstheorie (lateinisch percolare ‚durchsickern‘) ist ein Teilgebiet der Stochastik und der statistischen Physik und beschreibt das Ausbilden zusammenhängender Gebiete (Cluster) bei zufallsbedingtem Besetzen von Strukturen (Gittern).
Die Perkolationstheorie eignet sich zur Modellierung physikalischer Phänomene, die bei Phasenübergängen entstehen. Des Weiteren eignet sie sich zur Beschreibung der elektrischen Leitfähigkeit von Legierungen, der Ausbreitung von Epidemien und Waldbränden, sowie zur Beschreibung von Wachstumsmodellen. In der Geologie und Hydrologie beschreibt die Perkolation einfache Modelle zur Ausbreitung von Flüssigkeiten in porösem Gestein (siehe Perkolation (Technik)), die als anschauliche Beispiele der unten beschriebenen Clusterbildung dienen. Unterarten sind die Punktperkolation, bei der Gitterpunkte mit einer bestimmten Wahrscheinlichkeit besetzt werden, und die Kantenperkolation, bei der besetzte Punkte untereinander verbunden werden. Man kann sich beliebige zufällig erzeugte Objekte, z. B. Tröpfchen, vorstellen, die untersucht werden.

## Definition
Eine Perkolation ist ein zufälliger Teilgraph eines Graphen {\displaystyle \mathbb {G} =(\mathbb {V} ,\mathbb {E} )}, genannt Referenzgraph, wobei {\displaystyle \mathbb {V} } eine abzählbare Menge von Knoten bezeichnet und {\displaystyle \mathbb {E} } die abzählbare Menge der Kanten. Man unterscheidet zwischen einer Verbindungs-Perkolation (englisch bond percolation) und einer Orts-Perkolation (englisch site percolation).
Die Verbindungs-Perkolation entsteht durch eine Wahrscheinlichkeitsfunktion {\displaystyle \omega :\mathbb {E} \to \{0,1\}}, die jeder Kante {\displaystyle e\in \mathbb {E} } entweder den Zustand
- offen (auch besetzt genannt) {\displaystyle \omega (e)=1} oder
- geschlossen (auch leer genannt) {\displaystyle \omega (e)=0}

zuweist. Die Verbindungs-Perkolation wird daher auch als Kanten-Perkolation bezeichnet.
Die Orts-Perkolation entsteht durch eine Wahrscheinlichkeitsfunktion {\displaystyle \omega :\mathbb {V} \to \{0,1\}}, die jedem Knoten {\displaystyle v\in \mathbb {V} } entweder den Zustand
- offen / besetzt {\displaystyle \omega (v)=1} oder
- geschlossen / leer {\displaystyle \omega (v)=0}

zuweist. Die Orts-Perkolation wird daher auch als Knoten-Perkolation bezeichnet.
Die Perkolations-Konfiguration ist
{\displaystyle \omega =(\omega (e))_{e\in \mathbb {E} }\in \{0,1\}^{\mathbb {E} }.}
Der resultierende Zufallsgraph bildet eine Sammlung von Clustern.

### Bernoulli-Perkolation
Das einfachste Modell ist die Bernoulli-Perkolation von Broadbent und Hammersley (1957). Die Wahrscheinlichkeitsfunktion folgt dabei einer Bernoulli-Verteilung, das heißt, für {\displaystyle e} (respektive {\displaystyle v}) gilt, {\displaystyle \omega (e)=1} tritt mit Wahrscheinlichkeit {\displaystyle p} und {\displaystyle \omega (e)=0} mit Wahrscheinlichkeit {\displaystyle 1-p} ein.
Als Referenzgraphen wählt man dabei ein Gitter wie zum Beispiel {\displaystyle \mathbb {G} =(\mathbb {Z} ^{d},E)}, wobei {\displaystyle E=\{\{x,y\}\in \mathbb {Z} ^{d}:\|x-y\|=1\}}.
Wir notieren mit {\displaystyle 0\to n} einen zusammenhängenden Pfad der Länge {\displaystyle n}, der im Ursprung startet. Dann notiert {\displaystyle \theta _{n}(p)} die Wahrscheinlichkeit
{\displaystyle \theta _{n}(p):=\mathbb {P} _{p}(0\to n)}.
Die unendliche Verbindung wird oft als {\displaystyle \theta (p):=\theta _{\infty }(p)} notiert.

### Kritische Wahrscheinlichkeit
Für Bernoulli-Perkolationen auf transitiven unendlichen Graphen existiert eine kritische Wahrscheinlichkeit {\displaystyle p_{c}:=p_{c}(\mathbb {G} )\in [0,1]}, so dass die Wahrscheinlichkeit, dass ein unendlicher zusammenhängender Teilgraph existiert, {\displaystyle 1} ist, wenn {\displaystyle p>p_{c}}, und {\displaystyle 0}, wenn {\displaystyle p<p_{c}}.
Die Region {\displaystyle [0,p_{c})} bezeichnet man als subkritische Region und {\displaystyle (p_{c},1]} als superkritische Region.

### Erläuterungen
Es werden auch Kombinationen von beiden Arten der Perkolation untersucht. Seit 1957 spielen Computersimulationen eine entscheidende Rolle in der Perkolationstheorie. Obwohl viele interessante Größen heute genau bekannt sind, lieferten Simulationen in vielen Fällen die notwendige Intuition, um sie zu bestimmen, und die meisten interessanten Größen sind immer noch nur durch Simulationen insgesamt zugänglich. Perkolationsmodelle können in einer Vielzahl verschiedener Systeme verwendet werden.

## Geschichte
Historisch geht die Perkolationstheorie (englisch percolation theory) auf Paul Flory und Walter H. Stockmayer zurück, welche die Flory-Stockmayer-Theorie in den 1940er Jahren entwickelten, um Polymerisationsprozesse bei der Gelierung zu beschreiben. Der Polymerisationsprozess kommt durch das Aneinanderreihen von Molekülen zustande, die dadurch Makromoleküle bilden. Der Verbund solcher Makromoleküle führt zu einem Netzwerk von Verbindungen, die sich durch das ganze System ziehen können. Broadbent und Hammersley führten das moderne Konzept der Perkolation ein. Ein anderes Modell zur Beschreibung von Zufallsgraphen ist das Erdős–Rényi-Modell.

## Modellbildung
Perkolationen werden auf Gittern modelliert, wobei Kristallgitter Interpretationen mathematischer Gitter sind.

### Knotenperkolation (site percolation)

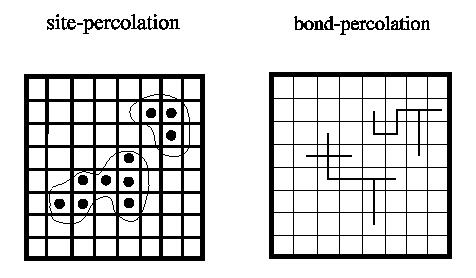
Knoten- und Kanten-Perkolation

Allgemein lässt sich ein einfaches Modell für die „Knoten-“ oder „Platzperkolation“ konstruieren:
Die Felder eines zweidimensionalen Quadratgitters werden mit einer bestimmten Wahrscheinlichkeit besetzt. Ob ein Feld besetzt wird oder leer bleibt, ist unabhängig von der Besetzung aller anderen Felder. Des Weiteren wird das Gitter als so groß angenommen, dass Randeffekte vernachlässigt werden können, und ist im Idealfall unendlich groß. Abhängig von der gegebenen Verteilung werden sich Gruppen auf dem Gitter bilden, d. h. besetzte Felder in unmittelbarer Nachbarschaft. Diese Gruppen – als Cluster bezeichnet – werden umso größer sein, je größer die Wahrscheinlichkeit zur Besetzung eines Feldes ist. Die Perkolationstheorie beschäftigt sich nun mit Eigenschaften wie Größe oder Anzahl dieser Cluster.
Wenn {\displaystyle p} die Wahrscheinlichkeit ist, dass ein Feld besetzt ist, so bilden sich mit dem Ansteigen von {\displaystyle p} größere Cluster aus. Die Perkolationsschwelle {\displaystyle p_{c}} ist definiert als der Wert von {\displaystyle p}, bei dem mindestens ein Cluster eine Größe erreicht, dass er sich durch das gesamte System erstreckt, also eine Ausdehnung auf dem Gitter von der rechten zur linken und von der oberen zur unteren Seite hat. Man sagt: „Der Cluster perkoliert durch das System.“

### Kantenperkolation (bond percolation)
Das Gegenstück dazu wird „Kantenperkolation“ (englisch bond percolation) genannt.

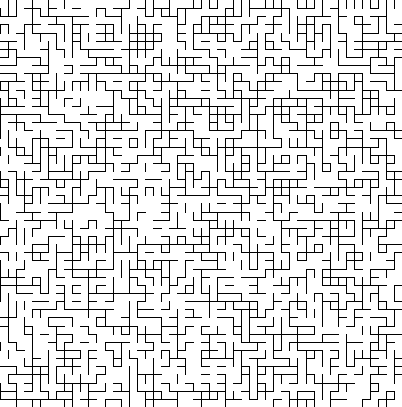
Kantenperkolation in zwei Dimensionen mit Kanten-Besetzungswahrscheinlichkeit p = 0,51 auf einem 50×50-Ausschnitt. Es gibt einen Pfad geschlossener Kanten, der die untere mit der oberen Bildkante verbindet.

Kantenperkolation in einem Quadratgitter mit p = 0,3 bis p = 0,52

Ein Gitter, z. B. oben genanntes Quadratgitter, ist vollständig besetzt und von jedem Feld des Gitters bestehen vier Verbindungen zu den jeweils vier Nachbarfeldern. Nun ist mit einer Wahrscheinlichkeit {\displaystyle p} eine Verbindung zu einem Nachbarfeld geöffnet und mit einer Wahrscheinlichkeit {\displaystyle 1-p} die Verbindung geschlossen. Diese Art der Perkolation lässt sich gut mit dem oben genannten Modell in der Geologie vergleichen: Die Hohlräume in einem porösen Gestein sind mit Wasser gefüllt und durch ein Netzwerk von Kanälen verbunden; mit einer Wahrscheinlichkeit {\displaystyle p} besteht ein Kanal zwischen zwei nächsten Nachbarn und mit einer Wahrscheinlichkeit von {\displaystyle 1-p} besteht keiner.
Ein Cluster ist dann definiert als Gruppe von Gitterplätzen, die durch offene Kanäle verbunden sind. Auch hier ist {\displaystyle p_{c}} wieder die Perkolationsschwelle, und für {\displaystyle p>p_{c}} gibt es einen Cluster, der durch das gesamte System perkoliert, während ein solcher Cluster bei {\displaystyle p<p_{c}} nicht existiert. Die Perkolationsschwelle ist bei der Kantenperkolation niedriger als bei Systemen, welche sich entsprechend der Knotenperkolation verhalten. Das gilt für alle Gittertypen.
| Gittertyp                  | Knotenperkolationsschwelle | Kantenperkolationsschwelle |
| -------------------------- | -------------------------- | -------------------------- |
| Sechseckgitter             | 0,6962                     | 0,6527… = 1 − 2 sin (π/18) |
| Quadratgitter              | 0,592746                   | 0,5                        |
| Dreiecksgitter             | 0,5                        | 0,34729… = 2 sin (π/18)    |
| Diamantgitter              | 0,43                       | 0,388                      |
| einfach kubisches Gitter   | 0,3116                     | 0,2488                     |
| BCC 1.                     | 0,246                      | 0,1803                     |
| FCC                        | 0,198                      | 0,119                      |
| Hyperkubisches Gitter (4d) | 0,197                      | 0,1601                     |
| Hyperkubisches Gitter (5d) | 0,141                      | 0,1182                     |
| Hyperkubisches Gitter (6d) | 0,107                      | 0,0942                     |
| Hyperkubisches Gitter (7d) | 0,089                      | 0,0787                     |

Ein Cluster der Größe {\displaystyle s} entsteht, wenn benachbarte {\displaystyle s} Plätze nebeneinander besetzt sind, die von zwei leeren Plätzen begrenzt werden. Wenn die Größe des Clusters gegen unendlich geht, können die Effekte der Ränder ignoriert werden. Die Wahrscheinlichkeit, dass ein Platz auf der linken Seite des Clusters besetzt ist, ist dann {\displaystyle n_{s}(p)=(1-p)^{2}\cdot p^{s}}.
Für {\displaystyle p<p_{c}} ist die Wahrscheinlichkeit, dass ein beliebiger Platz zu einem endlichen Cluster gehört, gleich der Wahrscheinlichkeit {\displaystyle p}, dass der Platz besetzt ist. Weil die Wahrscheinlichkeit, dass ein beliebiger Platz zu einem {\displaystyle s}-Cluster gehört, gegeben ist durch {\displaystyle s\cdot n_{s}(p)}, erhält man für {\displaystyle p<p_{c}} mithilfe der geometrische Reihe
{\displaystyle \sum _{s=1}^{\infty }s\cdot n_{s}(p)=\sum _{s=1}^{\infty }s\cdot (1-p)^{2}\cdot p^{s}=(1-p)^{2}\cdot \sum _{s=1}^{\infty }p\cdot {\frac {d(p^{s})}{dp}}=(1-p)^{2}\cdot p\cdot {\frac {d}{dp}}\cdot \left(\sum _{s=1}^{\infty }p^{s}\right)=(1-p)^{2}\cdot p\cdot {\frac {d}{dp}}\cdot \left({\frac {p}{1-p}}\right)=p},
also {\displaystyle \sum _{s=1}^{\infty }s\cdot n_{s}(p)=p}. Für die mittlere Größe {\displaystyle S(p)} des Clusters ergibt sich {\displaystyle S(p)={\frac {1+p}{1-p}}}.
Die Stärke {\displaystyle P(p)} des unendlichen Clusters ist die Wahrscheinlichkeit, dass ein beliebiger Platz zum Cluster gehört. Die Stärke misst, wie groß der Anteil der Plätze des unendlichen Gitters ist, die zum unendlichen Cluster gehören, und wird Ordnungsparameter (englisch order parameter) genannt. Das Phänomen, dass der Ordnungsparameter für {\displaystyle p>p_{c}} größer als 0 wird, ist als Phasenübergang bekannt und {\displaystyle p_{c}} wird als kritische Besetzungswahrscheinlichkeit (englisch critical occupation probability) bezeichnet.
Ein besetzter Platz gehört entweder zum unendlichen Cluster oder zu einem endlichen Cluster. Daher gilt
{\displaystyle P(p)+\sum _{s=1}^{\infty }s\cdot n_{s}(p)=p}
für alle {\displaystyle p}. Daraus folgt
{\displaystyle P(p)=p-\sum _{s=1}^{\infty }s\cdot n_{s}(p)=p_{c}-\sum _{s=1}^{\infty }s\cdot n_{s}(p)+(p-p_{c})=\sum _{s=1}^{\infty }s\cdot n_{s}(p_{c})-\sum _{s=1}^{\infty }s\cdot n_{s}(p)+O(p-p_{c})}
Der Term {\displaystyle O(p-p_{c})} ist höchstens von der Größenordnung {\displaystyle p-p_{c}} (siehe Landau-Symbole). Die Summe läuft über alle endlichen Clustergrößen {\displaystyle s} und schließt das unendliche Cluster aus. Für {\displaystyle p<p_{c}} ist {\displaystyle P(p)=0}.

### Gerichtete Perkolation
Die gerichtete Perkolation (englisch directed percolation) lässt sich anschaulich mit einer Kaffeemaschine (englisch coffee percolator) oder porösem Gestein erklären.
Anhand der Kantenperkolation wird der Unterschied zwischen „normaler“ bzw. isotroper Perkolation und der gerichteten Perkolation klar.

Gerichtete Perkolation

Wenn Wasser auf ein poröses Medium gegossen wird, stellt sich die Frage, ob das Medium durchdrungen werden kann, d. h., ob es einen Kanal von der Oberseite zur Unterseite des Mediums gibt, oder ob das Wasser vom Medium absorbiert wird. Die Wahrscheinlichkeit, dass das Wasser auf einen offenen Kanal trifft, ist wie bei einer isotropen Perkolation gegeben durch {\displaystyle p}. Im Gegensatz zur isotropen Perkolation existiert jedoch eine gegebene Vorzugsrichtung: Wasser in porösem Gestein und ebenso in der Kaffeemaschine bewegt sich in die Richtung, die durch die Gravitation bestimmt wird. Die Perkolationsschwelle {\displaystyle p_{c}} ist bei der gerichteten Perkolation größer als bei der isotropen Perkolation.

### Mikrokanonisches und kanonisches Ensemble
Um Finite-Size-Effekte und den Phasenübergang zu studieren, müssen die betreffenden Observables für einen großen Bereich der Wahrscheinlichkeit {\displaystyle p} bestimmt werden, wenn nicht für eine kontinuierliche Nachbarschaft der Mindestwahrscheinlichkeit {\displaystyle p_{c}} des gesamten Einheitsintervalls. Diese Aufgabe kann erheblich vereinfacht werden, indem man vom kanonischen zum mikrokanonischen Ensemble wechselt.
Wenn jede der {\displaystyle N} Kanten des Gitters mit Wahrscheinlichkeit {\displaystyle p} besetzt ist und mit Wahrscheinlichkeit {\displaystyle 1-p} leer ist, spricht man auch von einem kanonischen Ensemble. Wenn genau {\displaystyle n} Kanten des Gitters besetzt sind, spricht man auch von einem mikrokanonischen Ensemble. Wenn {\displaystyle Q(p)} ein Observable im kanonischen Ensemble ist, dann wird das entsprechende Observable im mikrokanonischen Ensemble mit {\displaystyle Q_{n}} bezeichnet. Das gewünschte Observable kann durch eine Faltung mit der Binomialverteilung erhalten werden. Diese kann wie folgt geschrieben werden:
{\displaystyle Q(p)=\sum _{n=0}^{N}{\binom {N}{n}}\cdot p^{n}\cdot (1-p)^{N-n}\cdot Q_{n}}
Unter Verwendung des mikrokanonischen Ensembles ist es somit möglich, {\displaystyle Q(p)} für alle {\displaystyle p} auf einmal zu bestimmen und dies, indem nur {\displaystyle N+1} Werte gemessen werden.

## Anwendung in der Epidemiologie
Für die Anwendung in der Epidemiologie kann man sich für den Erreger empfängliche Individuen als Knoten und Kontakt zwischen den Individuen als Kanten vorstellen. Ab einer bestimmten Populationsdichte, wenn es genügend Kontakte zwischen den Individuen gibt, würde die Perkolationsschwelle überschritten, sich also große, zusammenhängende Cluster bilden, die zu einer Ausbreitung des Erregers auf größere Bereiche der Population führen. Empirisch wurde die Existenz einer solchen Perkolationsschwelle anhand der Großen Rennmaus gezeigt, deren Kolonien unterschiedliche Populationsdichten aufweisen.

## Anwendungen im Alltag
Im täglichen Leben kommen viele perkolationsartige Phasenübergänge vor, z. B. das „Puddingproblem“ (Gel-Bildung), das „Sahnesteif-Problem“ und das Problem der „Verklumpung“. In allen Fällen geht die Wirkung erst bei Überschreiten eines kritischen Wertes des ursächlichen Parameters gegen das erwünschte oder unerwünschte Maximum, und zwar meist nach einem Potenzgesetz mit einem kritischen Exponenten, wobei die maximale Wirkung bei Überschreiten des kritischen Wertes zunächst sehr rasch ansteigt. Durch chemische Zusätze, etwa Pudding- oder „Sahnesteif“-Pulver, kann man den kritischen Wert herabsetzen, ohne allerdings das Prinzip zu ändern.